# 新兵日記
《新兵日記》，前名《好男要當兵》，是臺灣2010年的軍教劇，由民視製作、播出；中華民國國防部、成功嶺協助拍攝。此劇以中華民國陸軍新兵入伍訓練作為主題。本劇於2009年8月定裝，同年9月開鏡，原和《夜市人生》同為《娘家》播畢後之八點檔備檔戲，但因拍攝初期成功嶺爆發新流感疫情，致使拍攝延誤，存檔量不足，最終決定由《夜市人生》接檔，本劇則停拍並重新修改劇本，直至2010年3月才復拍。其播出時段也改為週五晚間十點的偶像劇時段播出。於2010年7月2日首播，2011年4月22日播畢，總計共43集。本劇部分角色設定與舊作《大兵日記》角色雷同，也有延續該作品的角色。
《新兵日記》強調現實當兵的用心，當兵趣聞成為2010年最熱門的討論焦點，更入圍2010年第46屆金鐘獎「戲劇節目編劇獎」、「戲劇節目導演獎」等提名。

## 劇情概要
一名才華橫溢的陸軍步兵少尉孫安邦，以第一名的優異成績從陸軍官校畢業，前途無量的他原本有著大好軍旅前程，然而自願選擇來到成功嶺新訓中心擔任排長教導入伍新兵。孫安邦由於對現代新兵教練講求「愛的教育，人性化管理」有感而發，並對於“草莓兵”實在不以為然，於是決定以所學的知識改變現有的一切；但孫安邦才剛新官上任不久就狀況不斷，為了管教一群排斥兵役的新兵，時常違反操課守則而將他們的體力操至臨界點，不管各級長官們如何勸導，孫安邦還是堅守著自己的理念來帶兵。看到此狀的上尉連長丁浩，表面上強烈反對安邦的做法，然而卻在安邦的身上看到過去自己的影子；而自己二十幾年前同樣也是一名不畏強權、違反命令操倒軍團司令(現稱軍團指揮官)之子，從此遭到上級冷凍的“魔鬼連長”。
另一方面，一群對軍旅生涯心不甘情不願、或是充滿鬥志的新兵們，每一個人在此新訓過程中都有很大的成長，正所謂“好男要當兵”，所有人都蛻變成真正的男人。因為如此，部分同樣被軍中守則冷凍的上級長官們，在安邦的帶兵理念以及新兵的改變下，開始重新燃起當年激勵他們服役的滿腔熱血，所有人於是決定同心協力來為國家證明“軍魂”，經手出一群保家衛國的真正精實軍人。

## 播出時間

《新兵日記》海報

### 首播
| 頻道      | 所在地   | 播映日期      | 播出時間                              |
| --------- | -------- | ------------- | ------------------------------------- |
| Astro AEC | 马来西亚 | 2022年7月23日 | 週一至週五15:00播出（60分鐘含廣告版） |

### 重播
| 頻道      | 所在地   | 播映日期      | 播出時間                              |
| --------- | -------- | ------------- | ------------------------------------- |
| Astro AEC | 马来西亚 | 2022年7月23日 | 週一至週五15:00播出（60分鐘含廣告版） |

### 精華版
| 頻道       | 所在地   | 播映日期       | 播出時間      |
| ---------- | -------- | -------------- | ------------- |
| 民視無線台 | 中華民國 | 2014年6月9日起 | 週一至二22:45 |

## 人物介紹

### 軍、士官幹部
| 角色   | 演員   | 介紹 | 登場                                                               |
| 丁浩   | 李興文 | 志願役後備第九〇四旅第一營第一連上尉連長 43歲，現代模範軍人，恪守訓練準則、強調人性化管理的老長官，從軍多年來盡忠職守，對所有下屬與入伍生相當照顧。20年前曾任士官班長，後來報考陸軍官校轉任軍官，曾因堅持自己的理念而無視長官的命令，把他連上的一名極為自傲的軍團司令之子操至重傷，導致得罪上級而被迫停在上尉連長的階級，至今都無法升階；因此被叫作「全中華民國最老的連長」。年復一年都一直活在這段陰影裡面，開始選擇服從上級的命令，從當年的“魔鬼連長”淪為現今的“新兵保姆”，因此經常對孫安邦的魔鬼訓練方法做出批評和針對，即使在他的身上看到過去自己的影子。但久而久之受到孫安邦的影響，加上看著每一位入伍生的蛻變與成長，開始重新燃起“軍魂”的使命，於是立志在退伍前將經手的新兵，訓練成保家衛國的精實軍人。                           | 全劇                                                               |
| 孫安邦 | 姚元浩 | 志願役後備第九〇四旅第一營第一連第二排少尉排長 23歲，新來成功嶺上任的排長，崇尚軍人職業的理想主義者，陸軍官校第一名畢業，自願來到成功嶺教導新兵。人稱「魔鬼排長」，帶兵冷酷、嚴格、固執、無情，常為了管教新兵而挑戰現有的規定，以官校的標準進行訓練。與羅剛為親生兄弟，但由於父母親離異及監護權歸屬，致使兄弟兩人有很深的過節。其帶兵方式引起大部分人的強烈不滿，但同時也受到一小部分人的贊許和關注，還被稱為「國軍之光」。後來為了救因兵變而跳樓的入伍生林博文，身受重傷下送軍醫院治療，此舉動也令連上全體班兵對其改觀、又稱其為「英雄排長」，傷勢痊癒後開始從以往的嚴格固執變得溫和可親。但在竊錢事件中因為違反守則對班兵進行體罰，而被上級審判調職處分，但幸運得到前往西點軍校接受短期軍事訓練的機會，於是計畫在未來回國後貢獻所學。 | 全劇                                                               |
| 王勝男 | 劉香慈 | 志願役後備第九〇四旅第一營第一連三等士官長連士官督導長 26歲，營區的女士官督導長，高佻健美、對訓練要求嚴格，為人熱心、好強又美麗，受到余善仁以及大部分班兵的愛慕。年輕時對軍人職業抱有期望，因此不顧母親的反對堅持從軍，但滿腔熱血久而久之就被官僚文化消耗殆盡。帶兵期間心繫羅剛，與羅剛產生微妙情愫，但因余善仁長期追求自己，使自己的感情態度變得捉摸不定。為了對國家有所貢獻及受到重燃軍魂的連長所影響，開始想辦法讓連長在退伍前榮升，對新兵們嚴格要求以外，還全力克服藏於心裡的懼高症以實現進入特戰的目標，於新訓結束後自願轉調陸軍航空特戰部隊。 | 全劇                                                               |
| 善仁   | 阿龐   | 義務役後備第九〇四旅第一營第一連第二排第五班下士班長 32歲，第五班的班長，新訓中期擔任值星班長；有「機車班長」之稱，雞毛蒜皮的小事都是從頭罵到尾，而本人其實非常膽小，完全沒有平日操兵的威嚴，經常被入伍生們開玩笑。對待班兵也只是刀子嘴豆腐心，與班上的入伍生相處融洽。起初對孫安邦的帶兵方式感到厭惡，但在士官長王勝男的折衝下才開始慢慢接受。多年下來，他愛慕著士官長王勝男，想盡辦法想捕獲她的芳心，儘管深知她心有所屬仍然永不放棄。服役還剩下三個月就要退伍，但由於得知勝男轉調陸軍航空特戰部隊，為了追隨她的腳步而決定簽下志願役加入特戰部隊。 | 全劇                                                               |
| 王威   | 趙駿亞 | 志願役後備第九〇四旅第一營第一連第二排第六班下士班長 28歲，第六班的班長，因任務借調而在成功嶺就任，成為余善仁的搭檔兼學弟。前期擔任值星班長；帶兵雖然比較嚴格，但為人十分有愛心和耐心，不像余善仁一樣見誰罵誰，會主動了解並解決班兵的各種問題，但必要情況下還是會對班兵做出相對懲處，而且有時也會跟著余善仁一起責罵班兵。長相帥氣、英俊瀟灑，無論什麼情況下都是滿臉微笑，因此在女性軍官面前非常受歡迎，後來與做事迷糊的善良理髮師小柔發生曖昧情愫。在帶兵期間順利考上「插大」（插班大學），於新訓結束後轉調陸軍航空特戰部隊擔任中士班長。 | 第1 - 18，20 - 21，23 - 25，27 - 32，36 - 40，42 - 43章            |
| 金碧瑩 | 黃荻鈞 | 志願役後備第九〇四旅第一營營部中尉政戰官 26歲，營區的軍歌教員，一般會教新兵學習唱軍歌，是個漂亮有愛心、個性獨立自主的女長官。遇見孫安邦後對其頗為欣賞，並不知不覺地喜歡上他，始終打算追他卻一直不被他注意。為勝男在軍中的最好朋友，喜歡散播關於軍中戀情的八卦，也經常慫恿勝男與羅剛或余善仁交往。在這一梯次的新訓結束後，她同樣轉調陸軍航空特戰部隊擔任輔導長。 | 第1，3 - 5，7，9 - 10，12 - 17，20，22 - 23，25 - 32，36，38，43章 |
| 邱靖雯 | 林若亞 | 志願役聯勤司令部五支部衛生群醫療連少尉醫官 25歲，營區新上任的女醫官，家中富有，卻嚮往軍旅生活，因父母反對而選擇自費就讀國防醫學院以達成自己的夢想，是位善良溫柔的女孩。起初剛來成功嶺時，因目睹賴虎體罰不當的事件，與孫安邦發生激烈口角，事情之後才發現孫安邦與自己一樣有理想與抱負，逐漸對其有好感。但父親後來生病住院等等事情，在送孫安邦與林博文就醫後辦理退役，以便專心照顧家人。 | 第11 - 18，21 - 22，26 - 27章                                      |
| 李能之 | 王鈞浩 | 義務役後備第九〇四旅第一營第一連下士班長 25歲，第六班的代班長，余善仁的學弟，也是步一連的示範班長。後期擔任值星班長；在偽裝課上初登場，之後就一直跟在學長余善仁身邊幫忙帶兵直到結訓。 | 第20，22 - 43章                                                    |
| 許家成 | 祝釩剛 | 志願役聯勤司令部五支部衛生群醫療連上尉醫官連長 35歲，醫療連的醫官，靖雯的學長，曾經協助過陳添彬免驗退。同時不認同孫安邦的老派帶兵方式，雖然經常表示否認的態度，但最後還是選擇幫助他在評議會上辯護。 | 第17，22，29 - 31，33章                                            |
| 陳楷中 | 李鴻安 | 志願役後備第九〇四旅中校作戰訓練科科長 40歲，丁浩的長官兼學弟，雖身為科長，但沒什麼主見，只會一昧的服從上級的命令。長期以來不認同孫排長的帶兵方式，經常對此做出針對以外，往後一旦有狀況發生總是主觀認定是孫排長的問題。 | 第12 - 14，27 - 30，33，40章                                       |
| 俞輝煌 | 沈世朋 | 志願役後備第九〇四旅第一營中校營長 36歲，丁浩的學弟，服從科長，和丁浩單獨談話時總不拘禮節，也不認同孫安邦的帶兵方式。前期偶與丁浩起衝突，直到下部隊前，為了能讓丁浩升遷而希望替他背下入伍生在鑑測受傷的責任。 | 第12 - 34，38 - 41章                                               |
| 王宗元 | 謝東裕 | 後備步兵第九〇四旅第一營第一連下士班長 28歲，步一連的班長，余善仁的學弟，綽號「牙膏」。 | 第1 - 8，10，12 - 14，17 - 22，24，26 - 29，31 - 32章              |

### 入伍生

#### 第五班
| 角色   | 演員              | 介紹 | 登場                                           |
| 楊海生 | 傅子純            | 後備第九〇四旅第一營第一連第五班入伍生 21歲，自戀、愛現又花心的富家公子，綽號「土筍」、「海書生」。在第五班成績排名第二，僅次於羅剛，個性開朗大方，為人豪氣、愛吹牛，入伍首日就先得罪余善仁，而且有的時候也會跟著葉大同等天兵團在一起鬼混，因此被余班長從開訓一直釘到結訓。自小生長於高等環境而自恃高人一等，總是喜歡在團體中居於領導地位，由於爭取授槍代表失利，一口認定羅剛的選任是因為孫安邦的關係，故對羅剛懷有芥蒂；而和羅剛的心結隨著相互的熟稔逐步化解，但因竊錢事件而關係再度緊張。在事件真相大白後首先向他致歉，後來也在蕭德基引發的鬥毆時與羅剛並肩作戰，並開始慢慢改變過去自我的習慣，在鑑測後和羅剛結下深厚的兄弟情誼。新訓時巧遇國小同學、在全家便利商店工作的鄭玉婷，向她發毒誓後成功與她交往，新訓結束後為了答應玉婷的心願，於是自願加入特戰部隊。 | 全劇                                           |
| 羅剛   | 唐豐 童年：兵承育 | 後備第九〇四旅第一營第一連第五班入伍生 21歲，孫安邦的親弟弟，第五班成績排名榜首，實力與體力都與楊海生旗鼓相當。個性倔強、沉默寡言，但富有正義感、樂於助人；對於賴虎更是十分照顧，被旅部評選擔任開訓典禮的「授槍代表」。從小父母離異，受父親欠債所連累而在少年感化院待過三年，從此對棄他不管的哥哥及母親懷有誤會。初始與士官長常有衝突，但經相互熟悉認同後，反而兩人產生微妙情愫；並曾於士官長生日時吻了她。在竊錢事件發生時由於有過竊盜前科，因此飽受同梯的質疑與攻訐，為了撫平內部不安的情緒而自願擔下這罪名；最後真相大白後才得到眾人的致歉。於鑑測高跳台時不慎被鋼盔撞碎膝蓋，因而失去加入特戰部隊的資格乃至退役。對此深感絕望之下還是在朋友與家人的關心才撫平，驗退後來到山區從事果農事業。                                                               | 全劇                                           |
| 林博文 | 陳德烈            | 後備第九〇四旅第一營第一連第五班入伍生 21歲，楊海生從小到大的摯友，注重美容，愛敷面膜，因此外號叫「面膜文」，有一個交往多年的女友田欣。剛入伍時對於愛情方面還非常自我且極不成熟，當兵期間由於田欣加入演藝圈後造成的失聯以及種種緋聞，因而與她多次發生爭執。於懇親假期間被她分手後無法承受事實，意圖在她來到營區拍戲時跳樓自殺，幸得孫安邦的出手救援而保住一命。經歷這次生死交關才徹底反省過錯、走出陰影，開始從魂不守舍變得笑口常開，還藉此明白田欣當藝人的辛苦，也逐步化解與田欣的僵持關係。在下部隊時參與抽籤，最後幸運分發到「新北市後備指揮部食勤兵」。 | 全劇                                           |
| 葉大同 | 錢君仲            | 後備第九〇四旅第一營第一連第五班入伍生 20歲，看似憨厚，其實有點賊，身材在第五班最為矮小。人小鬼大、古靈精怪，容易被美女吸引，講話每當緊張時會嚴重結巴，與士官長一樣有懼高症。為營站福利社紅姐之子，但為了避嫌，這層關係始終持續隱瞞，直到一次趁夜晚時暗中和母親會面吃東西進補才曝光，也是營站之花曉燕的哥哥。擅長唱歌與口技，任何音效都能模仿的惟妙惟肖，喜歡藉此捉弄同梯弟兄。與賴虎、吳勇、添彬組成「天兵F4」；因為是全連中打混摸魚次數最多，更被余班長封為「天兵團團長」。由於紅姐認識特戰長官，認定會被關照，因此自願加入特戰部隊。 | 全劇                                           |
| 賴虎   | 林道遠            | 後備第九〇四旅第一營第一連第五班入伍生 20歲，黑道大哥賴木村之子，由於祖母的過度溺愛，使其個性膽小愛哭、毫無霸氣，做任何事情都是笨手笨腳。由於貪吃而體形肥胖，在第五班成績排名榜末，但因為有著唱歌才藝，而與葉大同、吳勇、陳添彬組成「天兵F4」。起初對當兵十分排斥，從入伍第一天起便找各種理由逃兵，但受到羅剛與同梯的相互鼓勵與支持，以及孫排長每日泡牛奶的照料，不但順利撐過、並且在祖母和父親面前也表現出很大成長。雖然鑑測時還是狀況百出，但因為拯救同梯的英勇舉動而受到表彰，於新訓結束後自願加入特戰部隊。 | 全劇                                           |
| 吳勇   | 夏政峰            | 後備第九〇四旅第一營第一連第五班入伍生 20歲，瘋狂愛當兵的原住民，綽號「巴隆」，個性單純、愛唱歌、會彈吉他，開心時總是在同梯面前開唱，還與賴虎、葉大同、陳添彬組成「天兵F4」。而懇親假後，因身上攜帶兩萬元的大筆現金被人偷走，引起部隊不小騷動。錢雖然最後一分不差地找回來，但也造成全連遭受連坐法，連上長官被上級開會批評。一直以來暗戀營站店員曉燕，常以言語激怒她來引起注意，並稱她為「大橫木」（大屁股）進而藉機與其對話，兩人最終順利交往。因部落男生當兵都加入陸軍航空特戰部隊，因此自願加入特戰部隊。 | 全劇                                           |
| 陳添彬 | 阿竿              | 後備第九〇四旅第一營第一連第五班入伍生 20歲，綽號「天兵」，人如其名，一個十足的馬大哈，做事情一向成事不足、敗事有餘，關鍵時刻完全靠不住；但待人十分善良，對同梯有十足的榮譽心。從小患有夢遊症，原本排斥當兵，但在軍中遇到一起共患難的同袍，使得原本要被軍旅驗退的他，堅持說服母親要和大家一起當完兵。與賴虎、大同、吳勇組成「天兵F4」，原為了組團而加入陸軍航空特戰部隊，但由於有夢遊症的病史而被刷掉，卻於抽籤時幸運分發到「601旅陸軍航空特戰指揮部勤務兵」，再次和夥伴們團聚。 | 全劇                                           |
| 石俊   | 潘柏希            | 後備第九〇四旅第一營第一連第五班入伍生 22歲，個性單純、斯文的內向少年，對軍旅生涯充滿熱情，每天都會在就寢前寫日記抒發。雖然自小體能較弱，但一心想圓父親對他年幼時的期許，夢想成為一名職業軍人並加入陸軍航空特戰部隊。但至今得不到父親的贊同，最終以實力證明而獲得父親的同意。最早知悉吳勇失竊的真正兇手，但受到蕭德基等人的威脅，遲遲不敢公開真相；之後由於揭露蕭德基為真正兇手，遭到蕭德基公開日記並受到欺侮，但在同梯的保護下才獲得自信和勇氣。最後為了要證明自己成為一個英勇的軍人，因此新訓結束後同樣自願加入特戰部隊。 | 全劇                                           |
| 陳柏瀚 | 陳柏翰            | 後備第九〇四旅第一營第一連第五班入伍生 20歲，大同一行人的同梯兼好友，待人友好、幽默自在，由於長得像猴子，綽號為「阿猴」。雖然並非天兵團的一員，但有時候同樣少根筋。下部隊前雖然做好充足準備，但抽籤還是分發到「金門部砲兵群野戰防空營營部連飛彈射控兵」。 | 全劇                                           |
| 邱有順 | 浩角翔起 －阿翔   | 後備第九〇四旅第一營第一連第五班入伍生 20歲，綽號「順子」，自稱網路行銷公司「順你意公司」的CEO，由於家境窮困、父親體弱多病、且為了供妹妹讀大學，因此養成視錢如命、自私小氣的個性。常以高價推銷物品給同梯弟兄，但其中賣「癢癢粉」給地球合謀的事情，以及後來與營站之花曉燕交往期間，因收受蕭德基小費而出賣女友的事曝光，引起第五班公憤因而招致孤立。儘管事後獲得曉燕諒解，但仍然以分手收場，從此以好朋友的關係往來。在與第六班的躲避球比賽中成功抗拒金錢誘惑，於關鍵時刻給予蕭德基迎頭痛擊，才重獲同班弟兄的原諒和信任，下部隊分發到「601旅陸軍航空特戰指揮部食勤兵」。 | 第1 - 16，18 - 30，33 - 42章                   |
| 蔡浩志 | 浩角翔起 －浩子   | 後備第九〇四旅第一營第一連第五班入伍生 20歲，綽號「浩子」，企業商人之子，自小就被父親訂下無法擺脫的婚約，由於害怕被未婚妻素卿過度糾纏，藉由入伍當兵來逃婚。但最後在百般不願下，還是與未婚妻素卿於懇親假時正式完婚。與「順子」意氣相投，也是唯一在他遭到眾人孤立時，願意提出諫言並給予幫助的摯友。而後，更是為了替其籌募醫藥費，低頭向父親借完十五萬巨款。下部隊前和素卿發生爭吵而處在離婚邊緣，但結訓假時經由邱有順暗中安排的綁架事件，讓他在“患難見真情”之下成功與素卿敞開心扉而順利複合。而抽籤時也碰巧抽中離家近的單位，一同分發到「601旅陸軍航空特戰指揮部勤務兵」。 | 第1 - 10，12 - 16，18 - 23，25 - 30，33 - 42章 |

#### 第六班
| 角色   | 演員   | 介紹 | 登場                        |
| 蕭德基 | 艾成   | 後備第九〇四旅第一營第一連第六班入伍生 20歲，第六班的老大，綽號「竹雞」、「小基基」，從小被父母過度寵溺，使其為所欲為、目中無人、狐假虎威。在外面是陳浩南的小弟，在軍中見地球勢力日漸強大，與同班摯友排骨一起倒向球家班。在地球退訓之後直接接替位置當老大，無意間撿到吳勇的兩萬塊後據為己有而引起軒然大波。起初在事情敗露下毫無悔意，公開石俊的日記作為報復，甚至引發五班與六班部分班兵的軍中鬥毆。原本即將移送軍法審判，但在孫排長及士官長的求情下才被赦免；以寫長達三千字的檢討以及每日午休罰站直到結訓作為懲處。之後經歷連串的教訓、連長的勸說、並且被陳浩南當作棄子後，決定反省自己近來的所為並慢慢改過向善，但有時還是會找機會作弄第五班。下部隊抽籤時碰巧抽中“金馬獎”，最後被分發到「東引防衛指揮部砲兵群野戰混合砲兵營砲兵」。 | 第7，9 - 43章               |
| 吳天良 | 睿宏   | 後備第九〇四旅第一營第一連第六班入伍生 20歲，第六班的班兵，綽號「排骨」，是蕭德基的軍中好友、隨從及僕人，會彈電子琴，家中的叔叔在開鷄排店，懇親假時去幫忙招呼客人時巧遇同梯的賴虎和葉大同。當時待人和善，但在劉偉帝退訓之後開始與蕭德基共謀，與第五班的關係日漸交惡。但私底下，他其實只是想抱大腿，對蕭德基敢怒不敢言，好事都歸蕭德基、壞事都由自己扛，一直被當成蕭德基的忠犬。後來在蕭德基練五百障礙的想通所影響，決定跟他一起改過向善，和第五班的關係也逐漸好轉。結訓抽籤時“拜媽祖而抽到馬祖”，下部隊分發到「馬祖防衛指揮部步兵營第一連偵查兵」。 | 第9，12 - 13，17 - 40，43章 |
| 劉偉帝 | 李嘉文 | 後備第九〇四旅第一營第一連第六班入伍生 20歲，步一連的頭痛人物，綽號「地球」，被第五班稱作「流鼻涕」。身為前立法委員之子，在部隊中橫行霸道，喜歡耍心機、裝老大、用言語挑釁他人。常結夥到處欺負石俊、大同等人，甚至組成「球家班」欲與第五班相抗衡。但於懇親假期間，騎乘摩托車摔斷腿，辦理完退訓後離開部隊。 | 第3，5，7 - 17章            |
| 吳祥麟 | 林志勇 | 後備第九〇四旅第一營第一連第六班入伍生 21歲，綽號「凱文」，第六班的班兵，雖然隸屬第六班，但跟蕭德基成立的一派毫無瓜葛。有男同性戀的性向，並對吳勇、石俊與海生有意思。 | 第13，22 - 40，43章         |
| 李東諺 | 李東諺 | 後備第九〇四旅第一營第一連第六班入伍生 21歲，綽號「東東」，第六班的班兵，誰勢力大就投靠誰，在外有個女友。原本也是「球家班」的一員，但在劉偉帝退訓後，轉而跟從蕭德基。 | 第17，24 - 39章             |
| 小豬   | 不明   | 後備第九〇四旅第一營第一連第六班入伍生 兩名屬第六班的班兵，劉偉帝最初的跟班二人組，對他的任何命令絕對服從。但在劉偉帝退訓後，同樣轉而投靠蕭德基。 | 第3，5，7 - 17，25章        |
| 大班   | 不明   | 後備第九〇四旅第一營第一連第六班入伍生 兩名屬第六班的班兵，劉偉帝最初的跟班二人組，對他的任何命令絕對服從。但在劉偉帝退訓後，同樣轉而投靠蕭德基。 | 第3，5，7 - 17，25章        |

### 營區外人士
| 角色   | 演員   | 介紹 | 登場                                               |
| 鄭玉婷 | 葉家妤 | 小學教師 21歲，玉雀的妹妹，在學校週末放假期間，偶爾到便利商店幫忙，因為行蹤飛快而俗稱「來無影、去無蹤，來去一陣風」。是海生的小學同學，小時姿色平庸，因此儘管對海生有意思、但一直不敢表示，只能通過畢業冊傳達愛慕。在他當兵期間碰巧跟他重逢，儘管海生認出她而積極追求，但有鑑於其花心，因此常加以捉弄。在他結訓後，在楊海生以加入特戰隊的連帶保證之下，兩人最終順利交往。 | 第6 - 8，11，15 - 22，25 - 28，34，39 - 43章       |
| 田欣   | 錢柏渝 | 演員 21歲，林博文的女友，太陽經紀公司的藝人，在戲劇《莒光園地》中飾演女軍官而被眾人所知。與當兵前的博文交往多年，然而逐漸受不了他的任性，在懇親假時與他正式分手。之後獲得參演戲劇《決戰一八八高地》女主角的演出機會，來到成功嶺拍戲時無意造成博文想不開而意圖跳樓自殺。在博文得救並徹底醒悟後開始慢慢原諒他的所為，並在拍戲期間與他再次合作。                             | 第2 - 3，7 - 8，15 - 16，19，22，24，26 - 27，32章 |
| 江美玉 | 林美照 | 軍官家屬 50歲，王勝男的母親，對女兒十分疼愛，對於女兒選擇從軍始終保持反對。一部分原因是擔心女兒安危，再來則是會影響婚事，因此積極安排其相親，得以認識均心儀勝男的余善仁和羅剛。後來得知勝男要加入特戰部隊，為此強力反對下四處奔走；最終在女兒堅定的態度下、以及余善仁的連帶簽役保證下只得屈服。                                                                               | 第19，35 - 36，42章                                |
| 鄭玉雀 | 岳虹   | 便利商店店長 37歲，營站旁邊的全家便利商店的店長，玉婷的姐姐，和紅姐的營站打對台。過去曾在紅姐的營站福利社工作過，與丁浩是舊識，和他在做班長的時候就認識。 | 第3 - 4，6 - 8，11章                               |
| 嚴小柔 | 唐臻   | 理髮師 21歲，新手理髮師，雖然長相美麗，但個性十分迷糊、粗心，工作時常常犯錯誤，與王威有曖昧，深信她理的「第一萬顆平頭」便是他的真命天子。 | 第13，20，23章                                     |
| 簡噗噗 | 杜詩梅 | 便利商店店員 28歲，全家便利商店的店員，為玉雀工作，也是玉婷的好友。喜歡聊八卦，經常慫恿玉婷和海生交往。 | 第3，15，20，22，24 - 25，27 - 28，33 - 34章       |
| 陳浩南 | 成潤   | 黑道人士 35歲，掌管地下錢莊的黑道大哥，羅剛一家的債主，習慣暴力討債，因此與羅剛結下樑子。於羅剛新訓期間盡其所能地糾纏他，之後還甚至跑到營區騷擾作為連帶保證人的孫安邦。幸而於羅剛住院期間遇到羅剛之母，並代為還下所有的債務才得以罷休。 | 第5 - 6，8，31 - 33，41章                          |

### 入伍生家人
| 角色   | 演員   | 介紹 | 登場                                                        |
| 黃麗紅 | 劉沛緹 | 營站福利社老闆娘 44歲，經營福利社多年的老闆娘，人稱「紅姐」，待人接務看似有著一副霸氣的態度，但心地非常善良熱心，與成功嶺每一個長官都保持著多年交情。是大同和曉燕的母親，後來也收吳勇為乾兒子，每次都會熬雞湯給他們喝。經常跟對面全家便利商店的鄭玉雀打對台，想盡辦法和她互相搶生意，沒搶到客源都會找自己女兒曉燕來幫忙“擺平”。 | 第3-7，9-14，17-22，28，33章                                |
| 葉曉燕 | 張芯瑜 | 營站福利社店員 19歲，紅姐的女兒，大同的妹妹，在醫院做護士，有空時才來營站幫忙拉客。長相清純可愛又善解人意，因此在營區備受歡迎。與邱有順交往期間不被自己母親贊成，後來順子為父親手術費而出賣她一事，使兩人的關係降之冰點。雖然最後順利解除誤會，但與他還是以分手收場，從此以好友的關係往來。除此之外，她還分別被吳勇與蕭德基所追求，而吳勇常戲稱其為「大屁股」，而蕭德基則早被直接拒絕，而後來還是在吴勇的不離不棄的追求下，決定與他正式交往。 | 第3-4，6-7，10，13-15，18-19，21-23，25，27-31，35，40-43章 |
| 蔡振財 | 陳博正 | 企業商人 55歲，浩志的父親，家室富有，跟許多鄉鎮官員們也有交情。由於思想傳統而較為迷信，輕信算命師的一句“三千年才會遇到一次”的良辰吉日，因此強迫浩志與素卿於其日結婚，說如此才能庇蔭蔡家好幾代走財運；卻未知當天是兒子當兵之日而讓他逃跑。於浩志放懇親假之時，陪同素卿打算在成功嶺替兩人完婚，最終在放懇親假首日之夜，讓浩志與素卿正式結婚。                                                                                                   | 第5-6，18-19，29章                                          |
| 柳素卿 | 張䕒心 | 入伍生之妻 21歲，浩志的未婚妻，三歲即認識浩志，立志嫁給浩志為丈夫。個性兇悍、強勢，因此令浩志心生畏懼，遲不敢與之完婚。在浩志放懇親假時，大費周章下和他正式完婚，但之後為了監視他而跑到營區便利商店當店員。最後在浩志結訓時發現他對自己還是不聞不問，原本打算和他即將離婚，但在邱有順策劃的假綁架戲碼中，說出真情而和他順利和好。 | 第5-6，18-19，29-30，33-38，40-42章                         |
| 羅道存 | 陳慕義 | 前科犯 53歲，孫安邦和羅剛的父親，是一名凡事只顧自己的糟糕父親。年輕時因沉迷賭博而欠下龐大債務，引來債主糾纏而使家庭四分五裂，與妻子離異後擁有羅剛的監護權，但百般阻止前妻探望並加以威脅。之後由於不還錢犯下詐欺罪坐牢，導致羅剛多次被黑道追債。在懇親假時出獄，表面上發誓會擔起債務的責任，但沒過多久就再度跑路而不知去向。 | 第18，32章                                                  |
| 沈桂美 | 張琴   | 單親媽媽 50歲，孫安邦和羅剛的母親，與羅道存離異後擁有安邦的監護權。由於羅道存阻止其探望並加以威脅，因而有長達十年未見羅剛，與他的母子感情也因此惡化，僅能想辦法慢慢彌補。於羅剛檢測時受傷後時常到醫院探望與關心，使母子矛盾逐步消弭，最後甚至用房子抵押金幫羅剛擺脫金錢糾紛，同時讓多年的誤會澄清而順利和好。 | 第9，11，13，41-42章                                        |
| 賴木村 | 林義芳 | 黑道大哥 50歲，賴虎之父，人稱「賴桑」，雖然為黑道大哥，但為人非常講義氣，刀子嘴豆腐心。相當敬重母親，但反對她寵溺賴虎，堅持送兒子去當兵以鍛煉成男子漢。曾經幫助羅剛免被陳浩南抓走，因此羅剛在軍中對賴虎相當照顧。後來在賴虎於操課時暈倒送醫時，不但沒有責怪國軍，反而封孫安邦為「國軍之光」，並送匾額加以褒揚。 | 第2-3，8，11-12，18-19章                                    |
| 古錐嬤 | 梅芳   | 黑道夫人 70歲，木村之母，同是受尊敬的大姐頭。賴虎的祖母，十分寵愛賴虎，原先因賴虎進入軍營而感到憂心，但經新訓後發現賴虎的成長，因而感到欣慰。 | 第2-3，11-12，18-19章                                       |
| 李明杰   | 李國超 | 黑道人士 46歲，賴木村的左右手，負責幫他打理一切事物，對賴虎同樣相當照顧。 | 第2，8，11-12，18-19章                                      |
| 吳仁   | 沈文程 | 原住民 55歲，吳勇之父，為原住民，個性樂天好客。在懇親假時，到成功嶺探望吳勇，因錢包遺失因而誤打誤撞，認識紅姐一家人。 | 第18，32章                                                  |
| 楊秀如 | 楊麗音 | 入伍生家属 47歲，陳添彬之母，為人蠻橫、不可理喻，是連上的頭痛人物。對兒子極度過度保護和溺愛，常一天致電安官三次來查看添彬的狀況。而後得知添彬不希望退訓時極度憤怒，最終在連長等人的安排下，參觀軍營並進而看到添彬的成長，才讓她決定放棄阻止。 | 第15，17章                                                  |
| 石國忠 | 朱陸豪 | 前後備步兵第九〇四旅上校旅長 58歲，石俊之父，曾是丁浩軍中的上校旅長，由於曾維護過操倒軍團司令之子的丁浩，導致他們兩人從此停留在當時的階級且再也無法榮升。從此對軍旅喪失信心，退役後當大廈管理員，同時不希望兒子石俊走自己的老路，從而反對他當職業軍人。而後被石俊做出的努力打動，最終支持石俊加入陸軍特戰部隊。 | 第26，29，34章                                              |

### 客串演出
| 角色     | 演員   | 介紹 | 登場                     |
| 田欣母   | 程秀瑛 | 田欣之母。 | 第7章                    |
| 何佳峻   | 李文正 | 軍團司令之子，15年前曾是丁浩的班兵，身為軍人子弟卻品行惡劣，仗著父親的軍階而在部隊裡橫行霸道，因此被丁浩操練過度而落下重傷，造成丁浩至今無法榮升。 | 第13章                   |
| 黃志富   | 蘭競恆 | 25歲，男模特兒，與田欣一起拍攝軍中戲劇《決戰一八八高地》，同時對田欣富有好感。因為接近田欣所產生的緋聞，引起林博文與田欣之間的爭執，後來陪田欣在成功嶺拍戲期間被海生等人惡整，在看到林博文對田欣表白之後便罷手。                                                                            | 第15，19，27，32章       |
| 張宇浩   | 葉民志 | 英文名「安東尼」，太陽經紀公司的老闆，建國一百週年戲劇《決戰一八八高地》的製作人兼導演。 | 第15，26 - 27，32章      |
| 命理大師 | 康丁   | 風水命理大師，在懇親假時陪同蔡振財到成功嶺逼婚，誤認為拿「國軍之光」牌匾的賴虎一家人是抬棺觸霉頭，誤打誤撞令兩家結緣。 | 第18章                   |
| 佩真     | 璽恩   | 玉婷的高中同學，也是海生的初戀女友，在懇親假時被玉婷找來一起作弄海生。 | 第19章                   |
| 蔡珍珠   | 蘇晏霈 | 浩志之妹，懇親假期間與父親要求浩志完成婚禮。 | 第19章                   |
| 劉建星   | 安定亞 | 後備役陸軍步兵下士班長 電子工程師，有男同性戀的性向，原為勝男相親的對象，結果卻愛上陪同勝男而來的善仁。後來因教育召集令之故而返回成功嶺擔任班長，一直糾纏善仁令其感到困擾，但因為男同性戀性向在軍中被其他同袍嘲笑，善仁看到後為他加油打氣。                                                 | 第19 - 20，24，28 - 29章 |
| 陳怡安   | 陳怡安 | 後備第九〇四旅少校體育教官 37歲，教授跆拳和防身術的教官，曾為奧運金牌選手，在教授防身術期間和海生相互切磋。 | 第31章                   |
| 李宗翰   | 不明   | 國防部陸軍總司令部軍團司令部少將參謀長 60歲，丁浩從軍時代的長官，在丁浩操倒軍團司令(現稱軍團指揮官)之子時前來對其訓斥，雖然最後沒成功將丁浩與石國忠移送法辦，但也造成兩人無法升遷。 | 第29章                   |
| 劉之毅   | 汪建民 | 後備第九〇四旅上校旅長 43歲，丁浩的同期，待人態度謙虛、公正，來到營區負責主持孫排長的評議會。在評議會最後親自撤銷孫排長牽扯「入伍生跳樓」與「金錢糾紛」的指控，並且讓孫排長恢復操課。 | 第33章                   |
| 黃烈     | 周孝安 | 陸軍航空特戰指揮部中士選兵士 27歲，代表特戰單位的選兵官，負責到成功嶺進行選兵，靠他洪亮的聲音以及能說會道的口才，哄服不少入伍生申請加入特戰部隊。 | 第35章                   |
| 陳世恩   | 馬國畢 | 陸軍步兵訓練指揮部少校鑑測組長 36歲，要求極為嚴格的鑑測官，機車程度比余善仁更甚，但有時仍有寬容的一面。但鑑測時看不慣第五班秩序不佳，對他們的榮譽心產生誤解，因而險些取消鑑測。但在俞營長、丁連長和孫排長的勸服下才同意將鑑測繼續進行，最後被入伍生鬥志高昂、互相扶持、同甘共苦的表現而改觀。 | 第38 - 39章              |
| 怪獸     | 爆爆   | 21歲，羅剛的好友兼小弟，一開始被陳浩南抓去當人質，得到羅剛的幫助才逃出。 | 第2，6，18，32，43章     |

## 插曲

### 主題曲
| 類別   | 歌名       | 作詞   | 作曲   | 主唱     |
| ------ | ---------- | ------ | ------ | -------- |
| 片頭曲 | 年輕的喝采 | 沈澎   | 譚健常 | 高明駿   |
| 預告曲 | 彩虹       | 顏璽軒 | 尤秋興 | 動力火車 |
| 片尾曲 | 我相信     | 劉虞瑞 | 陳國華 | 楊培安   |

### 插曲
| 歌名                                | 作詞                          | 作曲                                                               | 主唱                                                                                     | 集數                                                        |
| ----------------------------------- | ----------------------------- | ------------------------------------------------------------------ | ---------------------------------------------------------------------------------------- | ----------------------------------------------------------- |
| 勇士進行曲                          | 劉英傑                        | 鄧夏                                                               |                                                                                          | 第1，7 - 9，14，17，19 - 20，24 - 25，29 - 32，36 - 38章    |
| 分列式進行曲                        |                               | 賴孫德芳                                                           |                                                                                          | 第1章                                                       |
| 黃埔軍魂                            | 孫儀                          | 劉家昌                                                             |                                                                                          | 第1，6 - 7，12，15 - 16，19 - 26，33 - 39，43章             |
| 痛快                                | 何啟弘                        | 陳國華                                                             | 陳國華                                                                                   | 第1，3，6，13，16 - 17，20，25章                            |
| 就這樣吧                            | 陳國華                        | 陳國華                                                             | 陳國華                                                                                   | 第1，3 - 6，17，22章                                        |
| 萬人迷                              | 何啟弘                        | 陳國華                                                             | 艾成                                                                                     | 第10 - 11，13 - 14，19 - 21，24，28 - 29，37，39，42 - 43章 |
| 我的驕傲                            | 劉虞瑞                        | 陳國華                                                             | 楊培安                                                                                   | 第1，3，5，7，9，12，15 - 16，20，22，25，31，34，36章      |
| 找自己                              | 陶喆                          | 陶喆                                                               | 陶喆                                                                                     | 第1，4，9，12，34章                                         |
| 夢中的婚禮                          | 保羅·德·森尼維爾／奧利維·陶桑 | 理查·克萊德曼                                                      |                                                                                          | 第1章                                                       |
| 分岔路                              | 陳國華                        | 陳國華                                                             | 陳國華                                                                                   | 第1，4，7，10 - 11，19 - 20章                               |
| 把所有幸福都給你                    | 陳國華                        | 陳國華                                                             | 陳國華                                                                                   | 第1，3 - 4，6，18 - 20章                                    |
| 想聽你說                            | 陳國華                        | 陳國華                                                             | 陳國華                                                                                   | 第2，6，10，25 - 26章                                       |
| 晚安曲                              | 劉家昌                        | 劉家昌                                                             | 費玉清                                                                                   | 第2，15，38章                                               |
| 住進你心窩                          | 陳樂融                        | 陳國華                                                             | 艾成／符瓊音／謝俊奇                                                                     | 第10 - 12，14，21，23，27，31，43章                         |
| 阿嬤的話                            | 蕭煌奇                        | 蕭煌奇                                                             | 蕭煌奇                                                                                   | 第2，4，12，18章                                            |
| 般若波羅密多心經                    | 佛教心經                      | 陳國華                                                             | 陳國華                                                                                   | 第2，4 - 11，15 - 18，22 - 25，31 - 33章                    |
| 天天年輕                            | 姚謙                          | 陳揚                                                               | 張清芳                                                                                   | 第3章                                                       |
| 英雄好漢在一班                      | 黃瑩                          | 李健                                                               |                                                                                          | 第4，6，8 - 11，14 - 16，18，20，24 - 26，28，40章          |
| 地老地老地老天荒天荒                | 尤秋興／向月娥／許常德        | 浦世昌                                                             | 動力火車                                                                                 | 第4章                                                       |
| 喝酒歌                              | 佚名                          | 佚名                                                               |                                                                                          | 第4章                                                       |
| 郊遊交很久                          | 浩子                          | 浩子／陳冠甫                                                       | 浩角翔起                                                                                 | 第4章                                                       |
| 陸軍軍歌                            | 何志浩                        | 樊燮華                                                             |                                                                                          | 第7章                                                       |
| 夜襲                                | 黃瑩                          | 李健                                                               |                                                                                          | 第7，9，13 - 14，37，43章                                   |
| 午夜兩點半的我                      | 楊培安                        | 陳國華                                                             | 楊培安                                                                                   | 第7章                                                       |
| 我有一支槍                          | 黃瑩                          | 李健                                                               |                                                                                          | 第8，10 - 11，18章                                          |
| 你一直都在                          | 楊培安                        | 蕭煌奇                                                             | 楊培安/蕭煌奇                                                                            | 第8 - 9，11，14 - 16，19，22，24，26，33，42章              |
| 亮島之歌                            | 童安格／周子玉／林偕文        | 童安格                                                             |                                                                                          | 第8，17章                                                   |
| 海洋                                | 陳建年                        | 陳建年                                                             | 陳建年                                                                                   | 第8章                                                       |
| 秋蟬                                | 李子恆                        | 李子恆                                                             | 徐曉菁/楊芳儀                                                                            | 第8，14，17章                                               |
| 我的未來不是夢                      | 陳家麗                        | 翁孝良                                                             | 張雨生                                                                                   | 第8，18章                                                   |
| 軍紀歌                              | 何志浩                        | 李中和                                                             |                                                                                          | 第9，11，22，33章                                           |
| 黃埔男兒最豪壯                      | 孫儀                          | 劉家昌                                                             |                                                                                          | 第9 - 11，20，24章                                          |
| My Flower （页面存档备份，存于）    | 姜道                          | 姜道                                                               | 利得彙                                                                                   | 第10，11，13，15章                                          |
| 英勇的戰士                          | 劉英傑                        | 蔡伯武                                                             |                                                                                          | 第10，12，15，20 - 22，25，31，34章                         |
| 桂河進行曲 （演唱：柏忌上校進行曲） |                               | 肯尼斯·約瑟夫·阿爾福特                                             |                                                                                          | 第10，12，17，20章                                          |
| 為你寫一首幸福的歌                  | 孫悅綺                        | 陳國華                                                             | 陳國華                                                                                   | 第10，11 - 12，19章                                         |
| 路邊的野花不要採                    | 林煌坤                        | 李俊雄                                                             | 鄧麗君                                                                                   | 第10章                                                      |
| 目光                                | 利得彙                        | 利得彙                                                             | 利得彙                                                                                   | 第11，13，16，18，41章                                      |
| 58°寂寞                             | 劉虞瑞                        | 吳听徹                                                             | 符瓊音                                                                                   | 第12 - 14，17 - 18，20，31章                                |
| 頂天立地                            | 鄧夏                          | 李健                                                               |                                                                                          | 第12章                                                      |
| 朋友                                | 劉思銘                        | 劉志宏                                                             | 周華健                                                                                   | 第12章                                                      |
| 拜大年                              | 綏遠民歌                      | 綏遠民歌                                                           |                                                                                          | 第13章                                                      |
| 再見太難                            | 閻韋伶／吳听徹                | 閻韋伶／吳听徹                                                     | 利得彙                                                                                   | 第13，20，32章                                              |
| 不要你的我                          | 吳听徹                        | 吳听徹                                                             | 利得彙                                                                                   | 第13，16 - 20章，40章                                       |
| 新生                                | 陳信延                        | 林邁可                                                             | 飛輪海                                                                                   | 第14章                                                      |
| LOVE！                              | 黃淑恵                        | 黃淑恵                                                             | 田馥甄                                                                                   | 第14，24章                                                  |
| 超喜歡你                            | 陳信延                        | 楊子樸                                                             | 飛輪海                                                                                   | 第14章                                                      |
| 唱國歌                              |                               |                                                                    | 北原山貓                                                                                 | 第15章                                                      |
| 如果                                | 施碧梧                        | 邰肇玫                                                             | 邰肇玫／施碧梧                                                                           | 第15章                                                      |
| 心疼你的心疼                        | 徐世珍                        | Jerry C                                                            | 飛輪海                                                                                   | 第16，24，27，32，34章                                      |
| 留戀                                | 黃荻鈞                        | 黃荻鈞                                                             | 黃荻鈞                                                                                   | 第16，20，23章                                              |
| Fight Again                         | 滅火器                        | 滅火器                                                             | 滅火器                                                                                   | 第16 - 18，20 - 23，25 - 26，28，33 - 35，39章              |
| 很安靜                              | 藍小邪                        | Tank                                                               | 飛輪海                                                                                   | 第17，29 - 30，41章                                         |
| 繼續愛                              | 陳信延                        | Steven Sater / Janus, Joseph E. / Sucher, Kevin / Sutherland, John | 飛輪海                                                                                   | 第17，19章                                                  |
| Ti Amo                              | Jasemaine/張家瑋              | Jasemaine                                                          | 劉力揚／炎亞綸                                                                           | 第18章                                                      |
| 我們都是一家人                      | 高子洋                        | 高子洋                                                             |                                                                                          | 第18章                                                      |
| 那魯灣歡樂歌                        | 佚名                          | 佚名                                                               | 阿美族                                                                                   | 第18章                                                      |
| Sexy Girl                           | 陳信延／于耀智／郭定國        | Chris Wiebe/于耀智／郭定國                                         | 飛輪海                                                                                   | 第19，33章                                                  |
| 等著你回來                          | 嚴折西                        | 嚴折西                                                             | 白光                                                                                     | 第19章                                                      |
| 你太猖狂                            | 林夕                          | 陳小霞                                                             | 田馥甄                                                                                   | 第19，27，32章                                              |
| Centuria                            |                               | James Swearingen                                                   |                                                                                          | 第20章                                                      |
| 玫瑰玫瑰我愛你                      | 吳村                          | 林枚                                                               | 姚莉                                                                                     | 第21章                                                      |
| 麻吉                                | Jae Chong/Jeffrey Huang       | Jae Chong                                                          | 黃立成/Machi                                                                             | 第21章                                                      |
| Bo Peep Bo Peep                     | Choi Kyu-Sung                 | S. Tiger                                                           | T-ara                                                                                    | 第22章                                                      |
| 第一滴淚                            | 許常德                        | 劉坤成                                                             | 動力火車                                                                                 | 第23章                                                      |
| 散場的擁抱                          | 姚若龍                        | 蘇俊沅                                                             | 倪安東                                                                                   | 第23，25，32，36，43章                                      |
| 對你愛不完                          | 陳樂融                        | Ichiro Hada                                                        | 郭富城                                                                                   | 第23章                                                      |
| 成功嶺之歌                          | 趙元培                        | 李健                                                               |                                                                                          | 第24章                                                      |
| 愛神的箭                            | 陳式                          | 金鋼                                                               | 周璇                                                                                     | 第25章                                                      |
| 寂寞寂寞就好                        | 施人誠                        | 楊子樸                                                             | 田馥甄                                                                                   | 第25章                                                      |
| 同一片天空                          | 呂至傑                        | 呂至傑                                                             | 姚元浩／劉香慈／阿龐／趙駿亞／傅子純／唐豐／夏政峰／林道遠／錢君仲／黃荻鈞／張芯瑜／阿竿 | 第26 - 38章                                                 |
| 我的愛                              | Lex S. Huang                  | Lex S. Huang                                                       | 劉香慈／阿龐                                                                             | 第27 - 28，31 - 39，41章                                    |
| 超級朋友                            | 蕭閎仁／葉翊忻                | 蕭閎仁                                                             | 林道遠／錢君仲／夏政峰                                                                   | 第28，31 - 34，38，40章                                     |
| Sorry That I Loved You              | 倪安東/Skot Suyama            | Skot Suyama                                                        | 倪安東                                                                                   | 第30章                                                      |
| 神鬼奇航插曲                        | 待補                          | 待補                                                               | 待補                                                                                     | 待補                                                        |
| 星空下的漫舞                        | 漁人                          | 水琉璃                                                             | 黃思婷                                                                                   | 第32章                                                      |
| 保密是軍人的天職                    | 保防警語                      | 李中和                                                             |                                                                                          | 第30，32，33章                                              |
| 超級瑪莉                            | 藍小邪                        | 梁永泰／王知音                                                     | 田馥甄                                                                                   | 第33章                                                      |
| 太熱                                | 藍小邪                        | 林邁可                                                             | 飛輪海                                                                                   | 第33章                                                      |
| 痕心                                | 陳宥蒼                        | 陳宥蒼                                                             | 唐豐／黃荻鈞                                                                             |                                                             |
| 勇敢的力量                          | 郭偉聰                        | 郭偉聰                                                             | 劉香慈                                                                                   |                                                             |
| 夢想                                | 阿火                          | 阿火                                                               | 趙駿亞                                                                                   |                                                             |
| 想念是妳的臉                        | 林喬                          | 楊秉音                                                             | 張芯瑜（小小瑜）                                                                         |                                                             |

## 收視率

### 週五首播及幕後特輯
| 播映日期   | 集數     | 平均收視率 | 收視排名 | 最高收視表現 | 幕後特輯收視率 | 備註                         |
| 2010/07/02 | 01       | 8.58       | 1        | 10.36        | 5.09           |                              |
| 2010/07/09 | 02       | 10.19      | 1        | 12.02        | 6.44           |                              |
| 2010/07/16 | 03       | 11.02      | 1        | 12.97        | 6.77           |                              |
| 2010/07/23 | 04       | 11.74      | 1        | 13.88        | 8.26           |                              |
| 2010/07/30 | 05       | 11.66      | 1        | -            | 8.09           |                              |
| 2010/08/06 | 06       | 11.19      | 1        | 12.79        | 8.36           |                              |
| 2010/08/13 | 07       | 11.45      | 1        | 13.66        | 8.98           | 提早 22:00播出，播出105分鐘  |
| 2010/08/20 | 08       | 11.27      | 1        | 13.62        | 8.70           | 提早 22:00播出，播出105分鐘  |
| 2010/08/27 | 09       | 10.95      | 1        | -            | 8.62           | 提早 22:00播出，播出105分鐘  |
| 2010/09/03 | 10       | 10.75      | 1        | -            | 6.68           | 延後22:10播出，播出105分鐘   |
| 2010/09/10 | 11       | 10.43      | 1        | -            | 6.16           | 延後22:15播出，播出105分鐘   |
| 2010/09/17 | 12       | 9.98       | 1        | 11.84        | 6.72           | 提早22:10播出，播出105分鐘   |
| 2010/09/24 | 13       | 9.80       | 1        | -            | 6.37           | 確定22:15播出，共播出105分鐘 |
| 2010/10/01 | 14       | 9.47       | 1        | -            | 6.07           |                              |
| 2010/10/08 | 15       | 9.10       | 1        | -            | 5.79           |                              |
| 2010/10/15 | 16       | 9.13       | 1        | -            | 5.73           |                              |
| 2010/10/22 | 17       | 8.01       | 1        | -            | 5.06           |                              |
| 2010/10/29 | 18       | 8.98       | 1        | -            | 5.75           |                              |
| 2010/11/05 | 19       | 9.85       | 1        | -            | 5.97           |                              |
| 2010/11/12 | 20       | 8.31       | 1        | -            | 4.58           |                              |
| 2010/11/19 | 21       | 8.77       | 1        | -            | 5.38           |                              |
| 2010/11/26 | 22       | 7.63       | 1        | -            | 4.36           |                              |
| 2010/12/03 | 23       | 8.71       | 1        | -            | 4.44           |                              |
| 2010/12/10 | 24       | 8.89       | 1        | -            | 4.81           |                              |
| 2010/12/17 | 25       | 8.07       | 1        | -            | 4.44           |                              |
| 2010/12/24 | 26       | 7.60       | 1        | -            | 4.38           |                              |
| 2010/12/31 | 27       | 5.88       | 1        | -            | 1.28           |                              |
| 2011/01/07 | 28       | 7.95       | 1        | -            | 4.37           |                              |
| 2011/01/14 | 29       | 7.81       | 1        | -            | 4.22           |                              |
| 2011/01/21 | 30       | 7.82       | 1        | -            | 4.40           |                              |
| 2011/01/28 | 31       | 7.81       | 1        | -            | 4.99           |                              |
| 2011/02/04 | 32       | 5.13       | 1        | -            | 3.38           |                              |
| 2011/02/11 | 33       | 8.03       | 1        | -            | 4.63           |                              |
| 2011/02/18 | 34       | 6.33       | 1        | -            | 3.36           |                              |
| 2011/02/25 | 35       | 7.10       | 1        | -            | 4.12           |                              |
| 2011/03/04 | 36       | 6.38       | 1        | -            | 3.31           |                              |
| 2011/03/11 | 37       | 6.17       | 1        | -            | 3.43           |                              |
| 2011/03/18 | 38       | 6.37       | 1        | -            | 3.58           |                              |
| 2011/03/25 | 39       | 7.06       | 1        | -            | 3.93           |                              |
| 2011/04/01 | 40       | 6.24       | 1        | -            | 2.95           |                              |
| 2011/04/08 | 41       | 6.09       | 1        | -            | 2.47           |                              |
| 2011/04/15 | 42       | 5.37       | 1        | -            | 2.62           |                              |
| 2011/04/22 | 43       | 6.77       | 1        | -            | -              | 完結篇                       |
| 平均收視   | 平均收視 | 8.51       | 1        |              | 5.22           |                              |

- 同時段節目：
  - 臺視：《倪亞達／犀利人妻／犀利人妻養成計劃／我的完美男人》
  - 中視：《超級星光大道：星光傳奇賽／超級星光大道(第七屆)／中視FUN電影／流氓校長／流氓校長治校週記／太陽花／康熙來了》
  - 華視：《綜藝high翻天／我的排隊情人／松藥局的兒子們／無敵玉玲瓏／海派甜心／換換愛／驚聲尖笑／ＴＶ搜查線／亞洲最強STAGE》
- 由AGB尼爾森調查，調查範圍是四歲以上收看電視之觀眾。
- 資料來源：凱絡媒體週報、宏將媒體週報(Media Drive Bulletin)

## 取景地點

### 臺中市
- 烏日區成功嶺營區
- 西區勤美誠品綠園道
- 大雅區清泉崗空軍基地
- 中區臺中車站
- 霧峰區亞洲大學
- 太平區國軍臺中總醫院

### 臺北市
- 萬華區西門町
- 三軍總醫院內湖院區
- 信義區

### 新北市
- 板橋區板橋車站
- 淡水區

### 新竹縣
- 關西鎮關西營區

### 高雄市
- 鳳山區陸軍軍官學校

### 宜蘭縣
- 宜蘭市金六結營區

## 獎項紀錄
| 年份   | 獲提名       | 獎項                                                                   | 結果 |
| ------ | ------------ | ---------------------------------------------------------------------- | ---- |
| 2011年 | 《新兵日記》 | 第四十六屆金鐘獎「戲劇節目導演（播）獎」－王為、廖斐鴻、曾行宜、張藝騰 | 提名 |
| 2011年 | 《新兵日記》 | 第四十六屆金鐘獎「戲劇節目編劇獎」－李信邦、王立盈、謝宗臣             | 提名 |

## 電視原聲帶
- 2010年12月31日正式發行
- 曲目：
  - 1：〈同一片天空〉作詞、曲：呂至傑，編曲：涂惠源，演唱：姚元浩、劉香慈、黃荻鈞、阿龐、趙駿亞、傅子純、唐豐、錢君仲、林道遠、夏政峰、張芯瑜、阿竿
  - 2：〈超級朋友〉作詞：蕭閎仁、葉翊忻，作曲：蕭閎仁，編曲：涂惠源，演唱：錢君仲、林道遠、夏政峰
  - 3：〈我的愛〉作詞、曲：Lex S. Huang，編曲：涂惠源，演唱：劉香慈、阿龐
  - 4：〈勇敢的力量〉作詞、曲：郭偉聰，編曲：涂惠源，演唱：劉香慈
  - 5：〈痕心〉作詞、曲：陳宥蒼，編曲：郭偉聰，演唱：唐豐、黃荻鈞
  - 6：〈想念是你的臉〉作詞：林喬，作曲：楊秉音，編曲：郭偉聰，演唱：張芯瑜
  - 7：〈夢想〉作詞、曲：阿火，編曲：阿火，演唱：趙駿亞
  - 8：〈勇敢的力量 - 抒情版〉
  - 9：〈超級朋友 - 輕鬆版〉
  - 10：〈同一片天空 - 搖滾版〉

## 製作團隊
〈第1集〉片頭工作人員表
- 製作人：郝孝祖、呂華濱
- 監製：張若凡、陳怡婷、杜榮峰、張嘉玲
- 統籌：黃國卿、張東益
- 企劃：劉文嬌
- 編劇統籌：李信邦
- 編劇：錢中平、王立盈、謝宗臣、蘇信逸、華英、邵慧婷、柯尊仁
- 執行製作：黃柏麟、李能謙、張書福、陳明龍
- 剪輯：彭寒英、謝博仁、朱秀雲
- 副導演：盧竹錕、陳欣汝、陳維政
- 執行導演：廖裴鴻、張藝騰、曾行宜
- 導演：王為

〈第42集〉片頭工作人員表
- 製作人：郝孝祖、呂華濱
- 監製：張若凡、陳怡婷、杜榮峰、張嘉玲
- 統籌：黃國卿
- 企劃：劉文嬌
- 編劇統籌：李信邦
- 編劇：王立盈、謝宗臣
- 執行製作：黃柏麟、陳明龍
- 剪輯：彭寒英、謝博仁、朱秀雲
- 副導演：陳維政、陳欣汝
- 執行導演：廖裴鴻
- 導演：王為

〈第1集〉片尾工作人員表
- 企宣小組：杜蕙如、陳玲慧、鄭雅慧、劉培玉、張翔茹、邱梅嫻、鄧清修、李清福、鄭晏、周敬泯
- 後製：游申元、黃家妤
- 製作助理：謝惠如
- 執行助理：潘博軒、余贊祥、劉柏年、張峰銘、黃鵬燿、林明毅、曾建智、王宏揚、關驊、張忠瑋、楊侑承、張易達、梁錦朗、林彥佑
- 梳化妝：謝沛汝、王雅玲、吳玉婷、陳盈瑱、劉桂文、張紋綺、魏家宏、王曉婷
- 服裝：JOJO服裝造型、紀斯微、楊月明
- 道具陳設：黃銘樋、陳永生、王盈彥、謝名家、陳凌泰
- 音樂：聲動錄音室　胡戀忠
- 效果‧混音：宋宗彥、施景弘
- 後製作剪輯：王銘煌、蔡叔娟、蔡鴻謀、周時雄、李建忠、戴亞平
- 民視木工：戴慶祥、游琪昌、楊趕、莊志文、高銘濱
- 民視道具：林志霖、黃麟焜、黃清義、李偉豪、李泊漢
- 民視搭景班：立正工程班
- 視訊：陳登輝
- 成音：陳萬德
- 燈光：王家富、范正謀、穆家毅、簡至勇、林梓浩、黃柏維
- 攝影：合瑪、蔡坤庭
- 美術指導：顏益新
- 武術指導：李文正

〈第42集〉片尾工作人員表
- 企宣小組：杜蕙如、陳玲慧、鄭雅慧、劉培玉、張翔茹、王琛媄、鄧清修、李清福、周敬泯、鄭晏
- 後製：游申元、黃家妤
- 劇照師：吳雅玲
- 製作助理：謝惠如
- 執行助理：江易達、簡宏圻、黃品荃
- 梳化妝：張瓊文、詹幃理、李盈君
- 服裝：林美杏、江淑芬
- 道具陳設：黃銘樋、陳永生、陳凌泰
- 爆破特技：江龍
- 音樂：聲動錄音室　胡戀忠
- 效果‧混音：宋宗彥、施景弘
- 後製作剪輯：王銘煌、蔡叔娟、蔡鴻謀、周時雄、戴亞平、湯惟甯、黃培安
- 民視木工：戴慶祥、游琪昌、楊趕、莊志文、高銘濱
- 民視道具：林志霖、黃麟焜、黃清義、李偉豪、李泊漢
- 民視搭景班：立正工程班
- 燈光：王家富、廖哲偉、穆家毅
- 攝影：合瑪、蔡坤庭、陳燈輝、陳萬得
- 美術指導：顏益新

## 外部連結
- （繁體中文）民視《新兵日記》官方網站
- （繁體中文）民視《新兵日記》的Facebook專頁（官方）
- （繁體中文）緯來戲劇台《新兵日記》官方網站 （页面存档备份，存于）
- YouTube上的新兵日記播放列表

## 電視節目的變遷
| 民視無線台 每週五 22:10 - 00:00 08/13起，改為 22:00 - 00:00 09/03、09/17改為 22:10 - 00:10 09/10，改為 22:15 - 00:15 09/24起，確定時間為 22:15 - 00:15 | 民視無線台 每週五 22:10 - 00:00 08/13起，改為 22:00 - 00:00 09/03、09/17改為 22:10 - 00:10 09/10，改為 22:15 - 00:15 09/24起，確定時間為 22:15 - 00:15 | 民視無線台 每週五 22:10 - 00:00 08/13起，改為 22:00 - 00:00 09/03、09/17改為 22:10 - 00:10 09/10，改為 22:15 - 00:15 09/24起，確定時間為 22:15 - 00:15 |
| --- | --- | --- |
| | 新兵日記 新兵日記幕後特輯 （2010.07.02 - 2011.04.22）                                                                                                  | |
| 終極一家 （重播） （2010年3月5日－6月25日起改為週六17:30 - 19:00；7月18日起再改為週日16:00 - 17:30；8月29日起調整為週日16:00 - 17:15）                 | 新兵日記之特戰英雄 特戰英雄幕後特輯 （2011年4月22日－2011年9月16日）                                                                                   | |

| 東森綜合台 星期六至日 16:00 - 18:00 （2小時2集） （11/10 16:00 - 17:00 完結篇） | 東森綜合台 星期六至日 16:00 - 18:00 （2小時2集） （11/10 16:00 - 17:00 完結篇）                                                     | 東森綜合台 星期六至日 16:00 - 18:00 （2小時2集） （11/10 16:00 - 17:00 完結篇） |
| ------------------------------------------------------------------------------- | --- | ------------------------------------------------------------------------------- |
|                                                                                 | 新兵日記 （2012.07.07 - 2012.11.10）                                                                                                |                                                                                 |
| 幸福最晴天 （2012.05.26 - 2012.07.01）                                          | 新兵日記之特戰英雄 （2012.11.10 - 2013.01.06） （11/10 17:00 - 18:00） （11/11起 16:00 - 18:00） （2013/01/06 16:00 - 16:25完結篇） |                                                                                 |

| 星和娛家戲劇台 星期日 19:45-21:30 時段 2012.11.18改為18:00 - 19:45播出                                                                     | 星和娛家戲劇台 星期日 19:45-21:30 時段 2012.11.18改為18:00 - 19:45播出 | 星和娛家戲劇台 星期日 19:45-21:30 時段 2012.11.18改為18:00 - 19:45播出 |
| --- | ---------------------------------------------------------------------- | ---------------------------------------------------------------------- |
| | 新兵日記 （2012.08.19 - 2013.06.16） PG13 性相關題材                   |                                                                        |
| 公主的男人（第01 - 10集） （2012.07.15- 2012.08.12） （19:45 - 22:00） 千日的約定 （2012.10.07- 2012.11.11） （15:50 - 18:00、第1 - 12集） | 怒火街頭2 （2012.11.17- 2012.12.22）                                   |                                                                        |